# Listronotus bonariensis
Espèce
Listronotus bonariensis, le charançon argentin des tiges, est une espèce d'insectes coléoptères de la famille des Curculionidae, originaire d'Amérique du Sud.
C'est un insecte ravageur des graminées et des céréales.
Les dégâts sont dus aux larves plus qu'aux insectes adultes.
Bien qu'il soit originaire d'Amérique du Sud, il s'est répandu en Australie et en Nouvelle-Zélande, où il est considéré comme une espèce nuisible.

## Description
Le charançon argentin des tiges est, au stade adulte (imago) un petit insecte au corps compact, de couleur variable, du gris clair au brun foncé ou au noir, d'environ 3 mm de long. Le corps est recouvert de nombreux poils et de nombreuses écailles blanches cireuses qui tendent à retenir la poussière, donnant à l'insecte un aspect gris sale. Quand l'insecte est au sol, immobile, ce qui est souvent le cas, cela lui fait un excellent camouflage qui le rend difficile à repérer,.
Les larves, sans pattes, de couleur blanc crème, ont la tête brun clair à brun foncé et un corps allongé blanc jaunâtre, légèrement effilé dans sa partie postérieure. Cette dernière est couverte de poils clairsemés. Au dernier stade de croissance, les larves ont 5 à 6 mm de long.
Les œufs, minuscules, sont de couleur jaune clair lors de la ponte, virant au noir verdâtre avec le temps, et de forme allongée ou réniforme.

## Distribution
Le charançon argentin des tiges est originaire d'Amérique du Sud. L'espèce est présente notamment au Brésil, en Uruguay, en Argentine, en Bolivie et au Chili. Dans ces pays, il n'est pas considéré comme important sur le plan économique.
Ce charançon s'est répandu en Australie (Nouvelle-Galles du Sud, Australie du Sud, Tasmanie, Victoria, Australie-Occidentale)) et depuis 1927 en Nouvelle-Zélande, pays où il est considéré comme un ravageur des cultures.
En fait, en Nouvelle-Zélande, il est considéré comme l'insecte ravageur le plus important. En 1991, les pertes annuelles de rendement imputables à cet insecte étaient estimées entre 78 et 251 millions de dollars néo-zélandais

## Plantes hôtes
Parmi les plantes cultivées, Listronotus bonariensis attaque principalement les graminées, en particulier les espèces du genre Lolium spp., notamment le ray-grass anglais (Lolium perenne), dont il est un ravageur important, et le ray-grass d'Italie (Lolium multiflorum), ainsi que de nombreuses autres graminées fourragères, telles que Anthoxanthum puelii, Agrostis capillaris, Dactylis glomerata, Festuca rubra, Phleum pratense, etc.
Parmi les céréales, le maïs est un hôte important mais d'autres céréales  (avoine, orge, blé) sont également attaquées,.
L'insecte a également été signalé sur des semences de légumineuses (Fabaceae), telles que la luzerne et le trèfle, et de crucifères (Brassicaceae), comme le colza. Il n'est toutefois pas un ravageur important de ces cultures.

## Biologie
L'insecte adulte fore de petits trous dans les feuilles, mais les larves font plus de dégâts.
Les œufs sont pondus par paquets de cinq au plus, généralement disposés en une seule rangée. Les œufs, longs de moins d'un millimètre,  sont jaunes au début, mais prennent une couleur foncée avec l'âge. Ils éclosent au bout d'une à deux semaines.
Les jeunes plants de blé sont souvent tués par les larves, tandis que les plantes à des stades ultérieurs de croissance sont rabougries, avec un système racinaire moins développé et un moindre nombre de  talles. Les attaques sont plus fréquentes dans les systèmes de semis direct (culture sans labour) parce que cela encourage la croissance des graminées sauvages et des mauvaises herbes, qui peuvent aussi servir d'hôtes « réservoir ». Les semis de maïs sont aussi durement touchés
Chez le ray-grass anglais (ivraie vivace), les œufs sont pondus sur les gaines foliaires et les larves nouvellement écloses creusent dans la tige en-dessous. Comme chaque larve passe à travers ses quatre stades larvaires successifs, elle creuse ses galeries dans toute la plante et peut détruire jusqu'à cinq talles au cours de son cycle de développement. En général, une seule larve est présente dans chaque talle.

### Ennemis naturels
Listronotus bonariensis est parasité par diverses espèces d'insectes, notamment Patasson atomarius (Mymaridae), parasite des œufs, Heterospilus spp. (Braconidae), parasite des larves, Microctonus hyperodae et Microctonus aethiopoides (Braconidae), parasitoïdes des adultes.
Microsporidium itiiti (Microsporidia) est une espèce de champignons parasites qui se développent dans le tissu intestinal des charançons argentins adultes. Ces champignons se transmettent entre les charançons par leurs excréments qui contaminent les sources alimentaires . En général, l'infection par Microsporidium itiiti ne cause pas la mort des insectes mais réduit leur fécondité en raccourcissant la période de ponte.
Des champignons endophytes du genre Acremonium, notamment Acremonium lolii, produisent des alcaloïdes, en particulier des indole-diterpènes (dont les lolitrèmes et la paxilline), la péramine et des ergopeptines, qui confèrent aux plantes-hôtes infectées une résistance au charançon argentin des tiges.
L'étourneau sansonnet (Sturnus vulgaris) est un prédateur.

## Méthodes de lutte
Aucune méthode de lutte n'est actuellement préconisée.  Les dégâts peuvent être influencés par l'application d'engrais azotés. On a calculé en Nouvelle-Zélande que l'application au printemps de 50 kg d'azote par hectare, sous forme de nitrate de calcium et d'ammonium, entraînait une nette augmentation des dégâts dus à  Listronotus bonariensis.

### Lutte chimique
Il est difficile de maîtriser ce charançon à l'aide d'insecticides. Certains produits sont efficaces contre les adultes, mais ne permettent pas d'éviter une réinfestation à partir des parcelles voisines. Les larves qui vivent à l'intérieur des plantules sont assez bien protégées contre la plupart des insecticides.
Une stratégie efficace, lors de la création de nouvelles prairies, consiste à travailler le sol ce qui permet d'éliminer les populations de larves et à réaliser le semis dans une terre propre. Le recours à des pulvérisations d'insecticides permet dans ces conditions de limiter les possibilités de réinfestation.
Si le nombre d'insectes présents est très important on peut envisager le traitement des semences, soit par semis de granulés en mélange avec les graines, soit par utilisation de semences enrobées. On conseille également l'utilisation de semences endophytées. Cependant, l'efficacité de ces mesures reste limitée en cas d'infestation importante.

### Lutte biologique
Plusieurs espèces de champignons endophytes, surtout dans le genre Acremonium spp, ont aussi été étudiées en vue de la lutte biologique en Nouvelle-Zélande. Leur présence à l'intérieur de la plante cultivée dissuade le charançon de déposer ses œufs sur les feuilles et réduit les dommages causés par les larves, cependant une espèce telle que Acremonium lolii rend le ray-gras anglais toxique pour le bétail à certains stades de croissance, exposant les animaux au risque de contracter la maladie dite tournis du ray-grass.
Des essais de lutte biologique contre le charançon argentin des tiges ont été réalisés en Nouvelle-Zélande.
Une guêpe parasitoïde de la famille des Braconidae , Microctonus hyperodae, provenant d'Amérique du Sud, a été introduite en Nouvelle-Zélande pour lutter contre le ravageur. La guêpe s'est établie dans l'île du Nord et semble provoquer une diminution des populations du charançon. Une autre guêpe, Microctonus aethiopoides, avait déjà été introduite dans le but de lutter contre le charançon des racines du trèfle (Sitona lepidus), et on a constaté que cette espèce parasitait aussi Listronotus bonariensis.

### Contrôle phytosanitaire
Des mesures de prévention par le contrôle phytosanitaire sont prévues dans les régions encore indemnes d'infestation par ce ravageur. C'est le cas par exemple de la zone d'action de l'Organisation européenne et méditerranéenne pour la protection des plantes (OEPP) où un certificat phytosanitaire est exigé en cas d'importation de semences de graminées hôtes en provenance des pays affectés par cet insecte (Australie, Nouvelle-Zélande et Amérique du Sud).